# Октавиано-Лопес
Октавиано-Лопес (исп. Octaviano López), также известен как Вилья-Лопес (исп. Villa López) — малый город в Мексике, штат Чиуауа, входит в состав муниципалитета Лопес и является его административным центром. Численность населения, по данным переписи 2010 года, составила 2148 человек.

## История
Поселение было основано как сельская община в 1549 году, а в 1619 году была основана францисканская миссия под названием Сан-Буэнавентура, но были прогнаны индейцами тобосками. В 1671 году капитан Андрес Иерро вернул поселение под испанскую корону и дал ему название Атотонилько, что в переводе с астекского означает горячая вода. 20 мая 1868 года поселение было переименовано в честь одного из участников «войны за реформу» капитана Октавиано Лопеса и получило статус вилья.